# Pesti Főműhely (Nyugati Főműhely)
A Budapest-Vác vasútvonal 1846-os megnyitása után szükségessé vált az itt közlekedő vasúti járművek karbantartása, javítása. Ennek a problémának a megoldásaként született a Pesti Főműhely 1847-ben a Nyugati pályaudvar területén. A későbbi növekvő igények és a terjeszkedő vasút miatt 1904-ben megszüntették. Szerepét a nem messze létesített, modern Istvántelki Főműhely vette át 1905. május elsejétől véglegesen.